# Dennis Klecker
Dennis Klecker (* 2. September 1990 in Heilbronn) ist ein deutscher Politiker (AfD). Seit September 2023 ist er Abgeordneter im Landtag von Baden-Württemberg.

## Leben
Klecker stammt aus Ilsfeld im Landkreis Heilbronn, wo er bis 2016 als Gärtner tätig war. Er ist seit 2008 Mitglied und seit 2019 Gruppenführer der Freiwilligen Feuerwehr Ilsfeld. Von 2016 bis 2023 war Klecker beim Kernkraftwerk Neckarwestheim tätig, bis 2019 als Objektschutz-Mitarbeiter, anschließend als Werkfeuerwehrmann. Von 2020 bis September 2023 war er ehrenamtlicher Richter am Verwaltungsgericht Stuttgart. Klecker ist verheiratet.

## Politik
Klecker ist seit dem Gründungsjahr 2013 Mitglied der AfD und gehört seit 2014 dem Vorstand des AfD-Kreisverbandes für Stadt und Landkreis Heilbronn an, zeitweise als dessen Vorsitzender. Bei den Kommunalwahlen in Baden-Württemberg 2014 wurde er für die AfD im Wahlkreis Ilsfeld erstmals in den Kreistag des Landkreises Heilbronn gewählt. Bei den Kommunalwahlen in Baden-Württemberg 2019 wurde Klecker erneut für die AfD im Wahlkreis Ilsfeld in den Kreistag gewählt.
2014 kandidierte Klecker auf einer freien Liste der Bürgerlichen Wählervereinigung (BWV) und der CDU für den Ilsfelder Gemeinderat, scheiterte zunächst knapp am Einzug, rückte dann aber 2018 nach dem Ausscheiden eines Ratsmitglieds als erster Ersatzkandidat der BWV/CDU-Liste nach. Kleckers AfD-Mitgliedschaft war bei der Aufstellung der BWV/CDU-Liste 2014 bekannt. Dass ein AfD-Mitglied auf einer CDU-Liste in den Gemeinderat nachgerückt sei, fand der stellvertretende CDU-Ortsvorsitzende Martin Schäfer „ärgerlich“; bei der Wahl 2019 werde es keine CDU-Liste mit einem AfD-Mitglied geben. Der CDU-Ortsvorsitzende Thomas Schiroky fand den Vorgang „extrem ärgerlich“, der CDU-Kreisvorsitzende und Bundestagsabgeordnete Alexander Throm „sehr ärgerlich und bedauerlich“. Bei den Kommunalwahlen 2019 wurde Klecker als Kandidat einer AfD-Liste in den Ilsfelder Gemeinderat gewählt.
Bei der Landtagswahl in Baden-Württemberg 2016 war Klecker im Landtagswahlkreis Eppingen Ersatzbewerber des AfD-Kandidaten Thomas Axel Palka, bei der Landtagswahl in Baden-Württemberg 2021 im selben Wahlkreis Zweitbewerber von Rainer Podeswa. Durch Podeswas Ausscheiden aus dem Landtag zum 31. August 2023 rückte Klecker am 1. September 2023 in den Landtag nach.